# Through the Wire
«Through the Wire» — дебютний сольний сингл американського репера та продюсера Каньє Веста, який написав і записав пісню із закритою щелепою після автокатастрофи в жовтні 2002 року. Пісня була випущена 30 вересня 2003 року як головний сингл з його дебютного альбому The College Dropout 2004 року. Пісня містить семпл синглу Чаки Хан «Through the Fire» 1985 року.

## Передісторія
23 жовтня 2002 року, виїхавши зі студії близько 3 години ночі на своєму орендованому Лексусі, Каньє Вест ледь не потрапив у смертельну аварію, коли заснув за кермом. Після аварії його доставили в медичний центр Cedars-Sinai, згаданий у пісні як «ту саму лікарню, де помер Біггі Смоллз», і його щелепу прив'язали до обличчя під час реконструктивної хірургії. Через два тижні після госпіталізації він записав пісню на Record Plant Studios із закритою щелепою. Consequence згадує, що Вест почав репувати текст пісні через три дні після аварії.

## Комерційний успіх
«Through the Wire» посів 15 місце в Billboard Hot 100 і отримав позитивні відгуки музичних критиків. Він отримав платиновий і золотий сертифікати в Сполучених Штатах і Великобританії відповідно. У 2005 році ця пісня була номінована на премію «Греммі» за найкраще реп-сольне виконання, але програла «99 Problems» Jay-Z. Кліп профінансував Вест, якого надихнула реклама Adidas. У 2004 році він отримав нагороду «Відео року» на Source Hip Hop Awards.

## Критика
У 2010 і 2013 роках Complex назвав «Through the Wire» 10-ю найкращою реп-піснею з Чикаго. Pitchfork включив пісню до The Pitchfork 500, путівника 2008 року про 500 найкращих пісень, тоді як Rolling Stone поставив пісню на чотирнадцяте місце в списку 100 найкращих дебютних синглів усіх часів у 2020 році.

## Трек-лист
CD-сингл
1. «Through the Wire»
2. «Through the Wire» (instrumental)
3. «Two Words» (main)
4. «Two Words» (clean)
5. «Two Words» (instrumental)

Британський CD
1. «Through the Wire» (radio edit)
2. «Two Words» (radio edit)
3. «Through the Wire» (instrumental)
4. «Through the Wire» (multimedia track)

## Чарти
| Чарт (2003—2004)                        | Пікова позиція |
| --------------------------------------- | -------------- |
| Австралія (ARIA)                        | 81             |
| Австралія (ARIA) Urban Singles          | 25             |
| Бельгія (Ultratop Wallonia)             | 48             |
| Нідерланди (Mega Single Top 100)        | 23             |
| Данія (Tracklisten)                     | 11             |
| Німеччина (Media Control AG)            | 61             |
| Ірландія (IRMA)                         | 24             |
| Нова Зеландія (RIANZ)                   | 16             |
| Шотландія (Official Charts Company)     | 18             |
| Швеція (Sverigetopplistan)              | 27             |
| Швейцарія (Media Control AG)            | 48             |
| Велика Британія (UK Singles Chart)      | 9              |
| Велика Британія (UK R&B Chart)          | 3              |
| США (Billboard Hot 100)                 | 15             |
| США (Hot R&B/Hip-Hop Songs) (Billboard) | 8              |
| США Hot Rap Tracks (Billboard)          | 4              |
| США Pop Songs (Billboard)               | 32             |